# Оэ, Жан
Жан Поль Мари Оэ (фр. Claude Alfred Marie Hauet; 25 марта 1925, Париж — 25 марта 1990, Бордо) — французский хоккеист на траве, полевой игрок. Участник летних Олимпийских игр 1948 и 1952 годов.

## Биография
Жан Оэ родился 25 марта 1925 года в Париже.
В 1948 году вошёл в состав сборной Франции по хоккею на траве на летних Олимпийских играх в Лондоне, поделившей 10-12-е места. Играл в поле, провёл 4 матча, мячей (по имеющимся данным) не забивал.
В 1952 году вошёл в состав сборной Франции по хоккею на траве на летних Олимпийских играх в Хельсинки, поделившей 8-12-е места. Играл в поле, провёл 3 матча, мячей (по имеющимся данным) не забивал.
В 1955 году завоевал бронзовую медаль хоккейного турнира Средиземноморских игр в Барселоне.
Умер 25 марта 1990 года во французском городе Бордо.

## Семья
Брат-близнец — Клод Оэ (1925—1995), французский хоккеист на траве. Участвовал в летних Олимпийских играх 1948 и 1952 годов.